# かしましめし
『かしましめし』は、 おかざき真里による日本の漫画作品。『FEEL YOUNG』（祥伝社）にて、2016年3月号より連載中。
同級生の自死をきっかけにアラサーの男女3人が再会し、それぞれの人生に悩みながらも、「おうちごはん」を囲み、やがて一緒に暮らしだす物語。
2023年4月期にテレビ東京系列でテレビドラマ化された。

## 登場人物

### 主要人物
小田 千春（おだ ちはる）
デザイナー。自死した同級生・トミオの元カノ。 美大を卒業後、憧れだったデザイン事務所「サワタリデザイン」に入社したものの、そこで上司からパワハラを受け、心を病み退職。
母親の留学を機に、食べ仲間だったナカムラと英治を呼び寄せた。
徐々にデザインの仕事を再開し始め、ゆるやかに社会復帰をし、デザインの賞を取ったりしている。
中村 聖子（なかむら せいこ） / ナカムラ
トミオが所属していたラグビー部の元マネージャー。
順調にキャリアを積み上げてきたが、二股かけ浮気相手を妊娠させて婚約破棄した元婚約者の本社復帰により、新設部署（閑職）への移動を命じられる。
新しい恋人・田口と社内恋愛中
雨海 英治（あまかい えいじ）
トミオの元カレ。ゲイ。同棲していた恋人・辰也に出ていかれるが、千春たちと同居を始めても、彼と暮らした部屋は解約できずにいた。かつてはデザイナーとして働いていたが、現在は営業職に。
美大時代の同級生・榮太郎に恋をするが、カミングアウトできずに、千春と付き合っていると嘘をついた。
蓮井 亮史（はすい りょうじ）
3人の美術予備校時代の恩師。画家としても活躍。千春が大変な時期に再会し、交流が始まる。
瀬川 榮太郎 （せがわ えいたろう）
3人の美大時代の同級生。写真家として活動中。蓮井の作品のファン。
田口　祐也 （たぐち ゆうや）
ナカムラの彼氏。目黒川の花見のテキ屋でバイトしており、ナカムラが酔っ払いに絡まれているところを助けてくれるが、実は同じ会社で働いていた。
常盤 （ときわ）
ナカムラの同部署で働く同僚。一児の母で、子供がアレルギーが多いため、保育園だが毎日お弁当を作っている。

## 各話料理リスト

### 1巻
Recipe1.
包まないギョーザ
なんちゃってコールスローサラダ
Recipe2.
バターチキンカレー
簡単ナン
エビと春雨のタイ風煮
Recipe3.
ホイル焼き
ザワークラウト
Recipe4.
レシピなし(屋台のラーメン)
Recipe5.
鍋の〆のインスタントラーメン
オジヤ
Recipe6.
ミネストローネ
トマトみそラーメン

### 2巻
Recipe.7
焼肉屋さんの〆 冷麺風蕎麦
Recipe.8
串揚げ
Recipe.9
チーズタッカルビ
Recipe.10
レシピなし（目黒川お花見のコツ）
Recipe.11
ミルクスープ
短時間マリネ
ハンバーグ
簡単チャーハン
Recipe.12
味玉

### 3巻
Recipe.13
［アレンジ素麺］
肉味噌素麺
ツナトマト素麺
炒め素麺
にゅうめん
坦々素麺
キムチゴマダレサラダ風
Recipe.14
チキンライス
ホワイトソース
Recipe.15
［何でも手巻き寿司］
牛肉の韓国風
ツナマヨ
アボカドサーモン
酢めし
甘エビの殻おみそ汁
Recipe.16
パスタを茹でるまでの炒め物たち そしてカルボナーラ
トマトと卵白炒め
レタスとシラスのオイスターソース炒め
厚揚げとエリンギのにんにく炒め
ホワイトソース
カルボナーラ
次の日の明太クリームパスタ
Recipe.17
時短タコライス
時短酢のもの
Recipe.18
中華丼
中華麺

### 4巻
Recipe.19
レシピなし(レストランの羊肉のミートボール)
Recipe.20
レシピなし(病院食:ペンネ、ミートボール、卵焼き、サラダ、デザート、スープ、ヨーグルト／焼き魚、煮物、きんぴら、味噌汁、香の物)
Recipe.21
お好み焼き
Recipe.22
丸ごとロールレタス
きゅうりの中華風
トウモロコシごはん
ホタテ玉ねぎサラダ
小松菜とアサリ炒め
玉ねぎディップ
茄子の味噌田楽
Recipe.23
レシピなし(コンビニのサンドイッチ)
Recipe.24
レシピなし(キッチンカーのテイクアウト弁当)

### 5巻
Recipe.25
特大グラタン
シンプルキャベツスープ
パイナップルの切り方
Recipe.26
シュルクメリ 鶏肉と白菜クリーム煮
フライパンで簡単蒸し野菜
Recipe.27
豚しゃぶナムル
豚しゃぶとレタス
［豚しゃぶのタレ］キムチマヨネーズ、ごまだれトマト、おろしポン酢
みぞれスープ
Recipe.28
鶏団子キャベツ添え
鶏団子味噌汁
チーズハットグ風豚肉巻き
Recipe.29
ホクホク蒸し野菜
チーズフォンデュ
Recipe.30
［カンタン作り置き］
小松菜と油揚げ煮
キャベツとコーンのさっぱりあえ
もやしのナムル
カリフラワーの酢漬け
キノコ炒め
ポテトサラダ

### 6巻
Recipe.31
［いろいろホットサンド］
ハム卵チーズサンド
カツサンド
ミートソースチーズ
味玉サンド
ツナマヨきゅうりサンド
ポテサラきゅうりマシマシサンド
スクランブルエッグサンド
マグロタルタルソースレタスサンド
明太子海苔チーズサンド
天ぷら、麻婆豆腐、肉じゃが、大福、ハンバーグe.t.c...
Recipe.32
トマトの出汁漬け
ぐるぐるキュウリ
フライパンでかんたん枝豆
野菜たっぷりトルティーヤ
Recipe.33
夏野菜のペンネ
Recipe.34
豚唐揚げ
キュウリのさっぱりスープ
チーズ包み揚げ
Recipe.35
カブと小松菜の味噌汁
もやしとほうれん草のナムル
酢豚
サラダ
Recipe.36
作り置きのミネストローネとクラッカー
クラッカーで「パーティ」

## 書誌情報
- おかざき真里 『かしましめし』  祥伝社 〈フィールコミックス〉、既刊7巻（2024年12月6日現在）
  1. 2017年9月8日発売[3][4]、ISBN 978-4-396-76711-2
  2. 2018年10月6日発売[5]、ISBN 978-4-396-76746-4
  3. 2020年2月7日発売[6]、ISBN 978-4-396-76781-5
  4. 2021年4月24日発売[7]、ISBN 978-4-396-76824-9
  5. 2022年6月8日発売[8]、ISBN 978-4-396-76859-1
  6. 2023年10月6日発売[9]、ISBN 978-4-396-76897-3
  7. 2024年12月6日発売[10]、ISBN 978-4-396-75062-6

## テレビドラマ
2023年4月10日から5月29日まで、テレビ東京系列の「ドラマプレミア23」枠で放送された。主演は前田敦子。

### キャスト

#### 主要人物
小田千春
演 - 前田敦子
デザイナー。自死した同級生の元カノ。
中村聖子 / ナカムラ
演 - 成海璃子
自死した同級生が所属していたラグビー部の元マネージャー。
雨海英治
演 - 塩野瑛久
自死した同級生の元カレ。

#### 周辺人物
蓮井亮史
演 - 渡部篤郎
画家。千春たちの美大予備校時代の講師。
田口祐也
演 - 倉悠貴
ナカムラが婚約破棄後に出会う会社の同僚。恋愛関係に発展する。
瀬川榮太郎
演 - 若林拓也
写真家で千春たちの美大の同級生。英治が新たな恋の予感を感じる。
宮島沙耶
演 - 工藤綾乃
千春の中学の同級生。お絵描き教室の先生。ドラマオリジナルキャラクター。

#### ゲスト

##### 第1話
沢渡俊介
演 - 田村健太郎（第2話、3話（写真）、5話）
千春の元上司で有名デザイナー。
バンド
演 - 浪漫革命

##### 第2話
横浜辰也（第3話、4話）
演 - 吉村界人
英治とうまくいっていない音信不通の恋人。
志村大貴
演 - 白石隼也
ナカムラの元婚約者。
望月薫（第3話・第4話）
演 - 山科圭太
英治の営業部の上司。

##### 第3話
常盤（第5話・第7話・最終話）
演 - 大沢あかね
キクヨ
演 - サーヤ（ラランド）
世界で活躍する現代アーティスト。千春たちの美大の同級生。
蓮井綾子（第6話）
演 - 安藤聖

##### 第4話
土屋（第5話・第7話・最終話）
演 - 坂東希
榮太郎の仕事上のパ―トナーで日本画家。
ノリタケ
演 - 芹澤興人

##### 第5話
相沢（最終話）
演 - ベンガル
カメオ出演
演 - 草川拓弥（超特急）

##### 第6話
園田咲（最終話）
演 - 福田麻貴（3時のヒロイン）

##### 第7話
パク・ソニョン（最終話）
演 - 金慶珠
小田紗栄子（最終話）
演 - 渡辺真起子

### スタッフ
- 原作 - おかざき真里『かしましめし』（祥伝社フィールコミックス）
- 脚本 - 玉田真也、今西祐子[2]
- 音楽 - 東川亜希子（赤い靴）[2]
- 主題歌 - KIRINJI「nestling」（Verve / ユニバーサル ミュージック）[13]
- エンディングテーマ - kojikoji「頬にひと口」（A.S.A.B / BrothWorks）[13]
- 監督 - 松本佳奈[2]、ふくだももこ[2]
- フードスタイリスト - 飯島奈美[2]
- 音楽プロデューサー - 福島節[2]
- チーフプロデューサー - 大和健太郎（テレビ東京）[2]
- プロデューサー - 藤田絵里花（テレビ東京）[2]、白石裕菜（ホリプロ）[2]、宮森翔子（ホリプロ）[2]
- 制作 - テレビ東京、ホリプロ[2]
- 製作著作 - 「かしましめし」製作委員会

### 放送日程
| 話数   | 放送日  | サブタイトル                   | 脚本     | 監督         |
| ------ | ------- | ------------------------------ | -------- | ------------ |
| 第1話  | 4月10日 | 包まない餃子でかしましめし     | 玉田真也 | 松本佳奈     |
| 第2話  | 4月17日 | 引っ越し揚げでかしましめし     | 玉田真也 | 松本佳奈     |
| 第3話  | 4月24日 | チュクミでかしましめし         | 今西祐子 | ふくだももこ |
| 第4話  | 5月01日 | ランチパーティーでかしましめし | 玉田真也 | ふくだももこ |
| 第5話  | 5月08日 | シュクメルリでかしましめし     | 今西祐子 | 松本佳奈     |
| 第6話  | 5月15日 | お好み焼きでかしましめし       | 玉田真也 | ふくだももこ |
| 第7話  | 5月22日 | 豚しゃぶ祭りでかしましめし     | 玉田真也 | ふくだももこ |
| 最終話 | 5月29日 | 私たちのかしましめし           | 玉田真也 | 松本佳奈     |

- 第7話は『世界卓球2023』中継（20時 - 22時24分）に伴い30分繰り下げられ、23時36分 - 翌0時25分に放送された。

### 放送局
| 放送期間                | 放送時間           | 放送局         | 対象地域       | 備考   |
| ----------------------- | ------------------ | -------------- | -------------- | ------ |
| 2023年4月10日 - 5月29日 | 月曜 23:06 - 23:55 | テレビ東京     | 関東広域圏     | 製作局 |
|                         |                    | テレビ北海道   | 北海道         |        |
|                         |                    | テレビ愛知     | 愛知県         |        |
|                         |                    | テレビ大阪     | 大阪府         |        |
|                         |                    | テレビせとうち | 岡山県・香川県 |        |
|                         |                    | TVQ九州放送    | 福岡県         |        |
|                         |                    | 岐阜放送       | 岐阜県         |        |
|                         |                    | びわ湖放送     | 滋賀県         |        |
|                         |                    | 奈良テレビ     | 奈良県         |        |
|                         |                    | テレビ和歌山   | 和歌山県       |        |

| テレビ東京系列 ドラマプレミア23                   | テレビ東京系列 ドラマプレミア23          | テレビ東京系列 ドラマプレミア23            |
| 前番組                                            | 番組名                                   | 次番組                                     |
| ------------------------------------------------- | ---------------------------------------- | ------------------------------------------ |
| ダ・カーポしませんか? （2023年1月16日 - 3月27日） | かしましめし （2023年4月10日 - 5月29日） | さらば、佳き日 （2023年6月12日 - 7月31日） |